# Hälsningar från Ledighetskommittén
Hälsningar från ledighetskommittén är ett musikalbum av gruppen Torsson, utgivet på etiketten Borderline den 28 november 2012.
Låtarna är små berättelser från vardagen. Inte 100% sanningsenliga, men alltid med förankring i verkliga livet. Med teman som berör såväl geografi, prestationsångest, bilköer, att bli blåst på pengar och att umgås med grannar. Till texterna följer musik som mejslats fram på tre elgitarrer, bas, trummor och orgel. Influenserna har kommit från bland annat progg, brittisk indie, rocksteady och pubrock.
Hälsningar från Ledighetskommittén är utgiven på vinylskiva, på CD-skiva och på digitala plattformar för nedladdning och streaming.

## Låtlista (LP)
A-sidan
1. (Hon har) försökt att ringa
2. Streck i botanik
3. Låt Regnet ösa ner
4. Min Egen grav

B-sidan
1. Hans, Hermann och den brandgula katten
2. Lyckliga timmen *
3. Hela dan
4. Det Var en gång en stad

## Låtlista (CD och digital release)
1. (Hon har) försökt att ringa
2. Missat chansen
3. Hans, Hermann och den brandgula katten
4. Skicka mina kläder *
5. För sen igen
6. I bilen **
7. Hela dan
8. Min egen grav
9. Streck i botanik ***
10. Sommens strand
11. Låt regnet ösa ner
12. Det var en gång en stad

Text & Musik:
Bo Åkerström utom *: Dan Persson; **: Thomas Holst; ***: Dan Persson/Bo Åkerström
Förlag: Manus/Copyright Control © 2012 Rim&reson musikproduktion
Inspelad på Mejeriet, Lund; i Studio Röda Rummet, Lund, i Matkällaren, Lund och i
Studio Nyman, Strandbaden. Producerad av Bo Åkerström, Michael Sellers och Dan
Persson. Mixad av Slow Mike och Lemmy.

## Medverkande
- Bo Åkerström; sång, elgitarr, akustisk gitarr
- Michael Sellers; elgitarr, akustisk gitarr, bas, trummor, lap steel, pedal steel, percussion, sång
- Thomas Holst; elgitarr, orgel, sång
- Dan Persson; bas, elgitarr, akustisk gitarr, orgel, synt, sång, percussion
- Sticky Bomb; trummor

### Gäster
- Love Ekenberg; trummor
- Alexander Holmgren; elgitarr, akustisk gitarr, bas, klaviatur
- Ulrika Matsson; banjo
- Emil Persson; altsaxofon
- Malva Sellers, Alice Örtegren, Maja Ringdahl, Nora Malmström, Matilda Kjessler, Agnes Hegardt; körsång

Releasedatum: 28 november 2012 (Streaming 12 december 2012)
Katalognummer: BL45LP, BLCD45
Label: Borderline (Border Music)